# Jean Fievez
Jean Fievez, né le 30 novembre 1910 à Bruxelles en Belgique et mort le 18 mars 1997 à Drogenbos en Belgique, est un footballeur international belge.
Il s'est révélé d'abord à La Forestoise avant de rejoindre le White Star Woluwe en 1936.
Évoluant comme attaquant, il a joué neuf fois et marqué quatre buts en équipe de Belgique.
En 1946-1947, il joue au RAEC Mons qui évolue alors en Division 3 et y achève sa carrière au terme de la saison.

## Statistiques

### En club
| Saison                | Club                  | Championnat             | Championnat | Championnat | Coupe(s) nationale(s) | Coupe(s) nationale(s) | Total | Total |
| Saison                | Club                  | Division                | M.          | B.          | M.                    | B.                    | M.    | B.    |
| 1934-1935             | RCS La Forestoise     | Division 1A (D2)        | -           | -           | -                     | -                     | 0     | 0     |
| 1935-1936             | RCS La Forestoise     | Division 1A (D2)        | -           | -           | -                     | -                     | 0     | 0     |
| Sous-total            | Sous-total            | Sous-total              | -           | -           | -                     | -                     | 0     | 0     |
| 1936-1937             | White Star AC         | Division d'Honneur (D1) | -           | -           | -                     | -                     | 0     | 0     |
| 1937-1938             | White Star AC         | Division d'Honneur (D1) | -           | -           | -                     | -                     | 0     | 0     |
| 1938-1939             | White Star AC         | Division d'Honneur (D1) | -           | -           | -                     | -                     | 0     | 0     |
| 1939-1940             | White Star AC         | Compétition annulée     | -           | -           | -                     | -                     | 0     | 0     |
| 1940-1941             | White Star AC         | Compétition annulée     | -           | -           | -                     | -                     | 0     | 0     |
| 1941-1942             | White Star AC         | Division d'Honneur (D1) | -           | -           | -                     | -                     | 0     | 0     |
| 1942-1943             | White Star AC         | Division d'Honneur (D1) | -           | -           | -                     | -                     | 0     | 0     |
| Sous-total            | Sous-total            | Sous-total              | 91          | 29          | -                     | -                     | 91    | 29    |
| 1946-1947             | RAEC Mons             | Promotion D (D3)        | -           | -           | -                     | -                     | 0     | 0     |
| Total sur la carrière | Total sur la carrière | Total sur la carrière   | 91          | 29          | -                     | -                     | 91    | 29    |

### En sélections nationales
| Saison                | Sélection             | Phases finales        | Phases finales | Phases finales | Éliminatoires CDM | Éliminatoires CDM | Matchs amicaux | Matchs amicaux | Non officiels | Non officiels | Total | Total |
| Saison                | Sélection             | Compétition           | M              | B              | M                 | B                 | M              | B              | M             | B             | M     | B     |
| --------------------- | --------------------- | --------------------- | -------------- | -------------- | ----------------- | ----------------- | -------------- | -------------- | ------------- | ------------- | ----- | ----- |
| 1935-1936             | Belgique aspirants    | -                     | -              | -              | -                 | -                 | 1              | 2              | -             | -             | 1     | 2     |
| 1935-1936             | Belgique              | -                     | -              | -              | -                 | -                 | 3              | 1              | -             | -             | 3     | 1     |
| 1936-1937             | Belgique              | -                     | -              | -              | -                 | -                 | 1              | 1              | -             | -             | 1     | 1     |
| 1937-1938             | Belgique              | Coupe du monde 1938   | 0              | 0              | -                 | -                 | -              | -              | -             | -             | 0     | 0     |
| 1938-1939             | Belgique              | -                     | -              | -              | -                 | -                 | 5              | 2              | -             | -             | 5     | 2     |
| 1939-1940             | Belgique              | -                     | -              | -              | -                 | -                 | -              | -              | 1             | 0             | 1     | 0     |
| Sous-total            | Sous-total            | Sous-total            | 0              | 0              | -                 | -                 | 9              | 4              | 1             | 0             | 10    | 4     |
| Total sur la carrière | Total sur la carrière | Total sur la carrière | 0              | 0              | -                 | -                 | 10             | 6              | 1             | 0             | 11    | 6     |

### Matchs internationaux
| Matchs internationaux de Jean Fievez | Matchs internationaux de Jean Fievez | Matchs internationaux de Jean Fievez            | Matchs internationaux de Jean Fievez | Matchs internationaux de Jean Fievez | Matchs internationaux de Jean Fievez | Matchs internationaux de Jean Fievez | Matchs internationaux de Jean Fievez |
| #                                    | Date                                 | Lieu                                            | Adversaire                           | Résultat                             | Compétition                          | Club                                 | Notes                                |
| ------------------------------------ | ------------------------------------ | ----------------------------------------------- | ------------------------------------ | ------------------------------------ | ------------------------------------ | ------------------------------------ | ------------------------------------ |
| 1                                    | 3 mai 1936                           | Stade du Centenaire, Bruxelles, Belgique        | Pays-Bas                             | N 1 - 1                              | Match amical                         | RCS La Forestoise                    | Titulaire.                           |
| 2                                    | 9 mai 1936                           | Stade du Centenaire, Bruxelles, Belgique        | Angleterre                           | V 3 - 2                              | Match amical                         | RCS La Forestoise                    | Titulaire et buteur.                 |
| 3                                    | 24 mai 1936                          | Rankhof, Bâle, Suisse                           | Suisse                               | N 1 - 1                              | Match amical                         | RCS La Forestoise                    | Titulaire.                           |
| 4                                    | 4 avril 1937                         | Bosuilstadion, Anvers, Belgique                 | Pays-Bas                             | V 2 - 1                              | Match amical                         | White Star AC                        | Titulaire et buteur.                 |
| 5                                    | 19 mars 1939                         | Bosuilstadion, Anvers, Belgique                 | Pays-Bas                             | V 5 - 4                              | Match amical                         | White Star AC                        | Titulaire et buteur.                 |
| 6                                    | 23 avril 1939                        | Stade olympique, Amsterdam, Pays-Bas            | Pays-Bas                             | D 2 - 3                              | Match amical                         | White Star AC                        | Titulaire.                           |
| 7                                    | 14 mai 1939                          | Stade Vélodrome Oscar Flesch, Rocourt, Belgique | Suisse                               | D 1 - 2                              | Match amical                         | White Star AC                        | Titulaire.                           |
| 8                                    | 18 mai 1939                          | Stade du Centenaire, Bruxelles, Belgique        | France                               | D 1 - 3                              | Match amical                         | White Star AC                        | Titulaire.                           |
| 9                                    | 27 mai 1939                          | Stade municipal, Łódź, Pologne                  | Pologne                              | N 3 - 3                              | Match amical                         | White Star AC                        | Titulaire et buteur.                 |

| Matchs aspirants de Jean Fievez | Matchs aspirants de Jean Fievez | Matchs aspirants de Jean Fievez | Matchs aspirants de Jean Fievez | Matchs aspirants de Jean Fievez | Matchs aspirants de Jean Fievez | Matchs aspirants de Jean Fievez | Matchs aspirants de Jean Fievez |
| #                               | Date                            | Lieu                            | Adversaire                      | Résultat                        | Compétition                     | Club                            | Notes                           |
| ------------------------------- | ------------------------------- | ------------------------------- | ------------------------------- | ------------------------------- | ------------------------------- | ------------------------------- | ------------------------------- |
| 1                               | 26 avril 1936                   | Beau Site, Arlon, Belgique      | Luxembourg                      | V 3 - 1                         | Match amical                    | RCS La Forestoise               | Titulaire et buteur.            |

| Matchs non officiels de Jean Fievez | Matchs non officiels de Jean Fievez | Matchs non officiels de Jean Fievez   | Matchs non officiels de Jean Fievez | Matchs non officiels de Jean Fievez | Matchs non officiels de Jean Fievez | Matchs non officiels de Jean Fievez | Matchs non officiels de Jean Fievez |
| #                                   | Date                                | Lieu                                  | Adversaire                          | Résultat                            | Compétition                         | Club                                | Notes                               |
| ----------------------------------- | ----------------------------------- | ------------------------------------- | ----------------------------------- | ----------------------------------- | ----------------------------------- | ----------------------------------- | ----------------------------------- |
| 1                                   | 10 décembre 1939                    | Stade Feijenoord, Rotterdam, Pays-Bas | Pays-Bas                            | D 2 - 5                             | Match amical                        | White Star AC                       | Titulaire.                          |

### Buts internationaux
| Buts internationaux de Jean Fievez | Buts internationaux de Jean Fievez | Buts internationaux de Jean Fievez       | Buts internationaux de Jean Fievez | Buts internationaux de Jean Fievez | Buts internationaux de Jean Fievez | Buts internationaux de Jean Fievez | Buts internationaux de Jean Fievez | Buts internationaux de Jean Fievez | Buts internationaux de Jean Fievez |
| #                                  | Date                               | Lieu                                     | Adversaire                         | Résultat                           | Compétition                        | Détail                             | Détail                             | Détail                             | Cape                               |
| ---------------------------------- | ---------------------------------- | ---------------------------------------- | ---------------------------------- | ---------------------------------- | ---------------------------------- | ---------------------------------- | ---------------------------------- | ---------------------------------- | ---------------------------------- |
| 1                                  | 9 mai 1936                         | Stade du Centenaire, Bruxelles, Belgique | Angleterre                         | V 3 - 2                            | Match amical                       | 84e                                | non connu                          | 3-1                                | 2e                                 |
| 2                                  | 4 avril 1937                       | Bosuilstadion, Anvers, Belgique          | Pays-Bas                           | V 2 - 1                            | Match amical                       | 75e                                | non connu                          | 2-1                                | 4e                                 |
| 3                                  | 19 mars 1939                       | Bosuilstadion, Anvers, Belgique          | Pays-Bas                           | V 5 - 4                            | Match amical                       | 33e                                | non connu                          | 2-1                                | 5e                                 |
| 4                                  | 27 mai 1939                        | Stade municipal, Łódź, Pologne           | Pologne                            | N 3 - 3                            | Match amical                       | 42e                                | non connu                          | 2-1                                | 9e                                 |

| Buts aspirants de Jean Fievez | Buts aspirants de Jean Fievez | Buts aspirants de Jean Fievez | Buts aspirants de Jean Fievez | Buts aspirants de Jean Fievez | Buts aspirants de Jean Fievez | Buts aspirants de Jean Fievez | Buts aspirants de Jean Fievez | Buts aspirants de Jean Fievez | Buts aspirants de Jean Fievez |
| #                             | Date                          | Lieu                          | Adversaire                    | Résultat                      | Compétition                   | Détail                        | Détail                        | Détail                        | Cape                          |
| ----------------------------- | ----------------------------- | ----------------------------- | ----------------------------- | ----------------------------- | ----------------------------- | ----------------------------- | ----------------------------- | ----------------------------- | ----------------------------- |
| 1                             | 26 avril 1936                 | Beau Site, Arlon, Belgique    | Luxembourg                    | V 3 - 1                       | Match amical                  | 19e                           | non connu                     | 1-0                           | 1re                           |
| 2                             | 26 avril 1936                 | Beau Site, Arlon, Belgique    | Luxembourg                    | V 3 - 1                       | Match amical                  | 47e                           | non connu                     | 2-1                           | 1re                           |

## Palmarès

### En club
|  |  | White Star AC - Championnat de Belgique : - Vice-champion : 1941 |